# 27563 Staceychristen
27563 Staceychristen este o planetă minoră (asteroid), cu un diametru de 5,275 km, din centura de asteroizi. A fost descoperită pe 25 mai 2000 la Stația Anderson Mesa de Lowell Observatory Near-Earth-Object Search. 
Obiectul prezintă o orbită caracterizată de o semiaxă mare de 3,0401262 UAi, o excentricitate de 0,0532476, o înclinație de 5,59575 ° în raport cu ecliptica.